# دان بول (كاتب)
دان بول (بالإنجليزية: Dan Bull) هو رابر وملحن وكاتب سيناريو بريطاني، ولد في 1986 في برومزغروف ‏ في المملكة المتحدة.

## أنظر أيضا
- جاك داغلس

## وصلات خارجية
- الموقع الرسمي
- دان بول على موقع ميوزك برينز (الإنجليزية)
- دان بول على موقع أول ميوزيك (الإنجليزية)
- دان بول على موقع ديسكوغز (الإنجليزية)